# Leon Parat
Leon Henryk Marian Parat (ur. 16 lipca 1891 w Radziechowie, zm. 1940 w ZSRR) – kapitan administracji (piechoty) Wojska Polskiego, ofiara zbrodni katyńskiej.

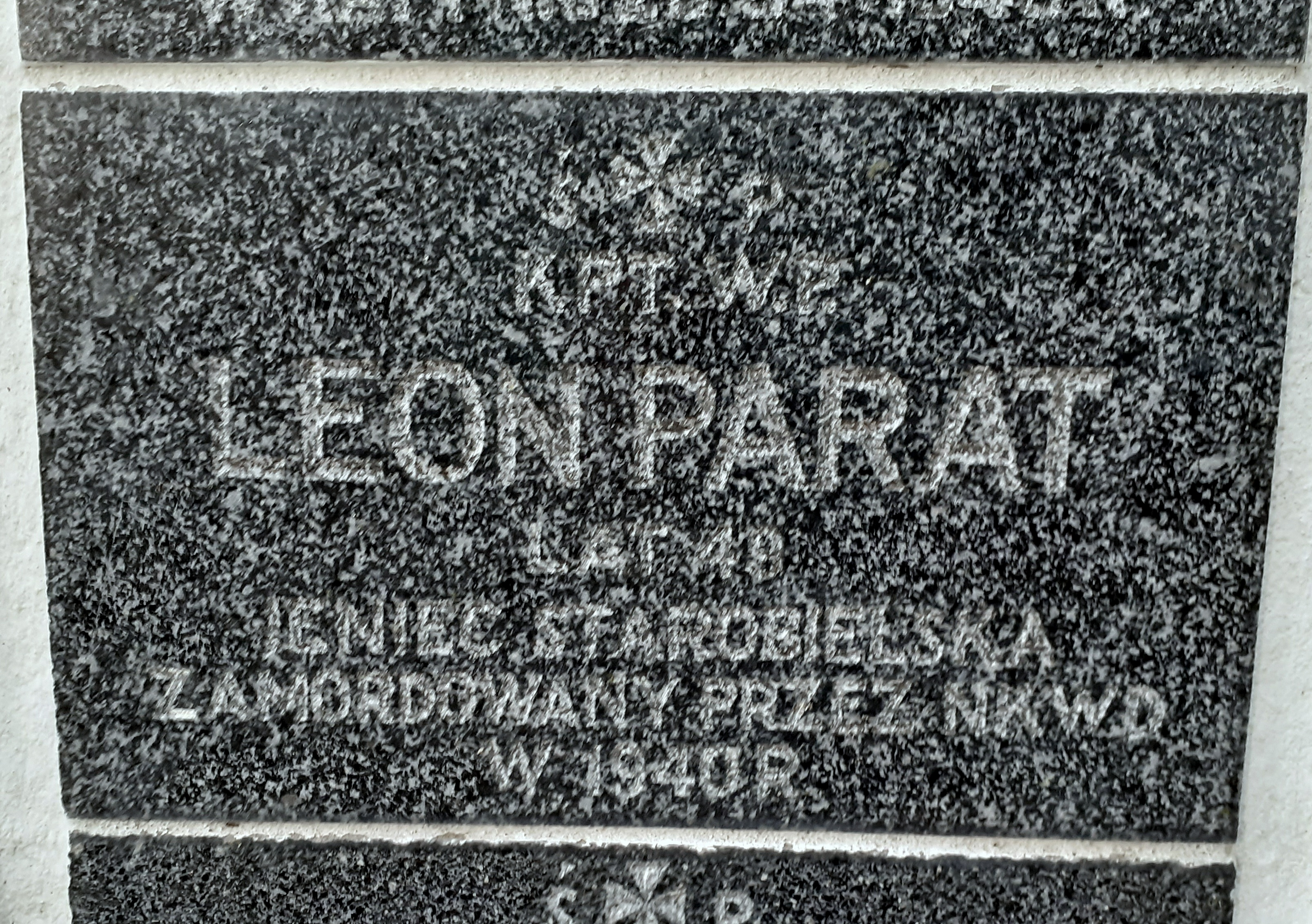
Tabliczka upamiętniająca na ścianie kościoła św. Karola Boromeusza w Warszawie

## Życiorys
Leon Parat urodził się 16 lipca 1891 w Radziechowie jako syn Walentego i Zofii.
Podczas I wojny światowej w rezerwie piechoty C. K. Armii został mianowany chorążym z dniem 1 lipca 1916, a potem awansowany na stopień podporucznika z dniem 1 stycznia 1917. Był przydzielony do pułku piechoty nr 10.
Po odzyskaniu przez Polskę niepodległości wstąpił do Wojska Polskiego. Został awansowany do stopnia kapitana ze starszeństwem z dniem 1 czerwca 1919. Od początku lat 20. służył w szeregach w 5 pułku strzelców podhalańskich w Przemyślu. W grudniu 1932 ogłoszono jego przeniesienie z 5 psp do Dowództwa Okręgu Korpusu nr X w Przemyślu. W marcu 1939 nadal pełnił służbę w DOK X na stanowisku oficera ordynansowego dowódcy okręgu korpusu. Jednocześnie pełnił w tym dowództwie funkcję kierownika referatu wyszkolenia.
Po wybuchu II wojny światowej w czasie kampanii wrześniowej 1939 pełnił funkcję adiutanta dowódcy obrony Przemyśla. Po agresji ZSRR na Polskę z 17 września 1939 został aresztowany przez sowietów. Na wiosnę został zamordowany przez NKWD. Jego nazwisko znalazło się na tzw. Ukraińskiej Liście Katyńskiej opublikowanej w 1994 (został wymieniony na liście wywózkowej 56/3-78 oznaczony numerem 2223). Ofiary tej części zbrodni katyńskiej zostały pochowane na otwartym w 2012 Polskim Cmentarzu Wojennym w Kijowie-Bykowni.
Jego braćmi byli Walenty (ur. 1901) i Karol (ur. 1907, aspirant Straży Granicznej, zaginął podczas wojny 1939). Był żonaty z Amalią z domu Boro, miał dwóch synów Zbigniewa oraz Leszka.

## Ordery i odznaczenia
- Krzyż Walecznych (przed 1924)[12]
- Medal Niepodległości (16 marca 1937)[20]
- Srebrny Krzyż Zasługi (19 marca 1931)[21]
- Srebrny Medal Waleczności 1 klasy – Austro-Węgry (przed 1917)[6]